# Glaucium oxylobum
Glaucium oxylobum là một loài thực vật có hoa trong họ Anh túc. Loài này được Boiss. & Buhse mô tả khoa học đầu tiên năm 1860.

## Hình ảnh

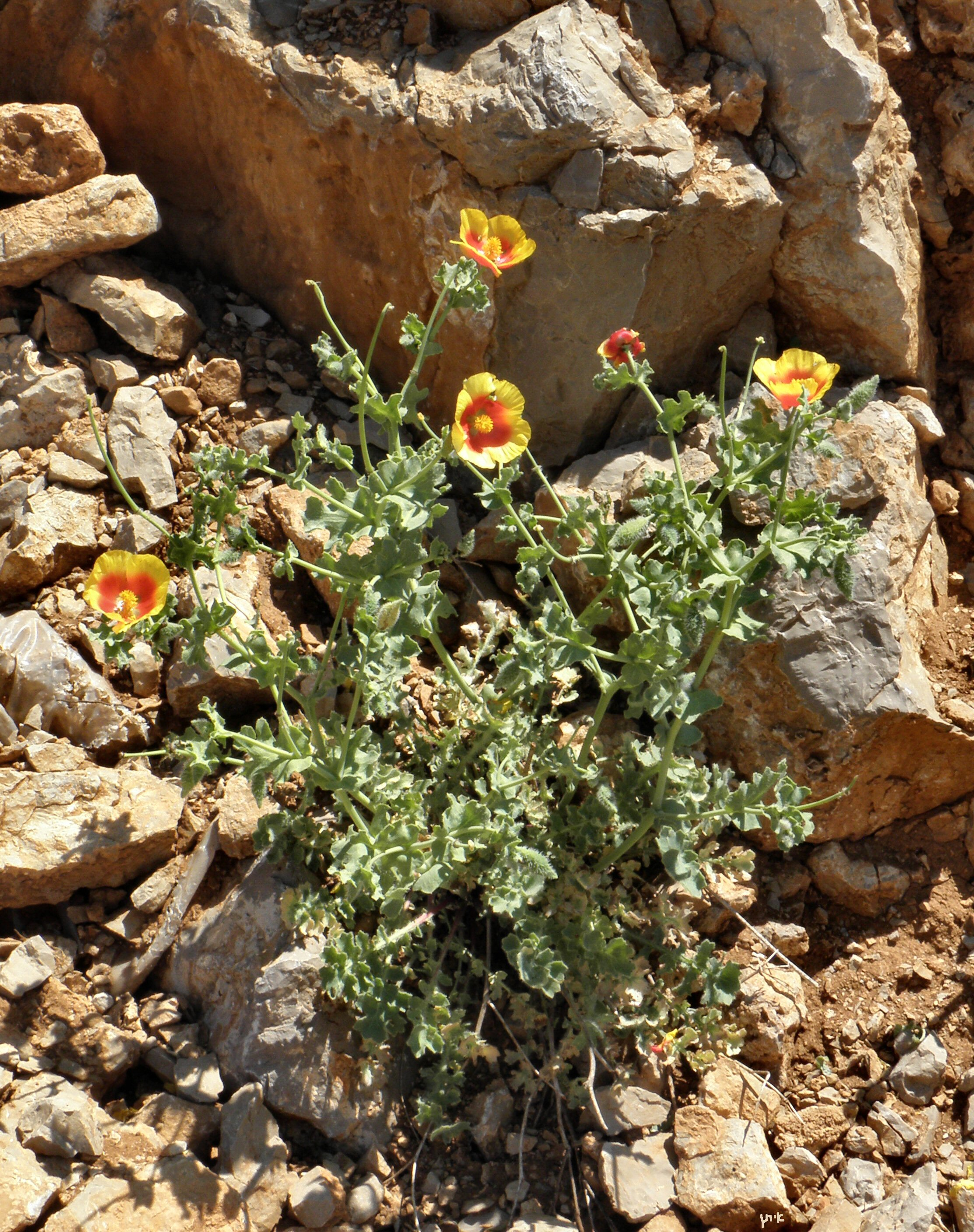